# Beatrice Vio
Beatrice Maria Adelaide Marzia Vio, conocida como Bebe Vio (nacida el 4 de marzo de 1997) es una esgrimista italiana en silla de ruedas. Campeona de Europa en 2014 y 2016, Campeona Mundial en 2015 y 2017, y Campeona paralímpica en 2016 y 2020 en la categoría B de florete.

## Inicios
Bebe Vio nació en Venecia el 4 de marzo de 1997, segunda de tres hermanos y criada en Mogliano Veneto.
A finales de 2008, cuándo  tenía 11 años, tuvo una meningitis severa que le causó una infección por la que posteriormente le fueron amputadas ambas piernas desde la rodilla, y los dos brazos desde el antebrazo. Después de más de tres meses de rehabilitación intensiva  fue capaz de volver a deporte.
En su niñez tenía tres pasiones, que bautizó como "las tres S's": escuela (scuola en italiano), esgrima (scherma), que comenzó a practicar a los cinco años, y scouting (scoutismo).

## Esgrima
Vio es campeona de esgrima en silla de ruedas. Utiliza una prótesis especial para sostener su florete, esgrimando desde el hombro. Bajo el entrenamiento de Federica Berton y Alice Esposito, participó en la primera competición de esgrima en silla de ruedas en 2010. Su experiencia inspiró a sus padres para fundar la organización sin ánimo de lucro Art4sport Onlus, que promueve el deporte entre personas jóvenes amputadas. 
En los Juegos Paralímpicos de Londres 2012 aún era muy joven para participar, pero fue elegida por un abanderado para la ceremonia de apertura después de una campaña en línea donde más de 1,000 personas enviaron un correo electrónico al Comité Paralímpico Internacional para apoyar su candidatura.
En el mismo año, con edad de 15 años, se unió a la selección italiana de esgrima en silla de ruedas. En 2013  ganó su primera Copa Mundial en Montreal después de derrotar a la medallista olímpica de plata  Gyöngyi Dani. Por esta participación, fue nombrada atleta paralímpica del mes por el Comité Paralímpico Internacional.
A inicios de la temporada 2013–2014, puso en pausa sus entrenamientos para concentrarse en sus estudios pero regresó en junio y ganó los dos torneos tanto individual como en equipo del Campeonato Europeo. Al final del año, el comité Paralímpico Italiano le otorgó el reconocimiento de "Atleta Italiana Paralímpica del Año", un título compartido con Oxana Corso. En 2015, se convirtió en campeona mundial después de derrotar a Dani  15–4 en la final. Fue nombrada embajadora para la Expo de Milán 2015 y publicó su autobiografía Mi hanno regalato un sogno.
En la temporada 2015-2016, recibió el Premio Mangiarotti del Comité Olímpico Italiano. Ganó su segundo título europeo en Casale Monferrato, venciendo a la rusa Irina Mishurova. En julio perdió en la final de la Copa Mundial en Varsovia contra la rusa Viktoria Boykova, con lo que finalizó su racha de 11 victorias consecutivas en eventos de Copas Mundiales. Aun así, calificó para los Juegos Paralímpicos de Río de Janeiro 2016 como la esgrimista mejor clasificada en su categoría. En Rio resultó campeona invicta, ganando los cinco encuentros de grupos por 5-0. En los cuartos de final, derrotó a la polaca Marta Makowska 15-6, para después vencer a la campeona paralímpica china Fang Yao 15-1. En la final se enfrentó a la china Jingjing Zhou. Después de una rápida ventaba, el combate fue interrumpido cuando la punta del florete de su oponente entró accidentalmente en su máscara. Después de aplicarle hielo, ganó 15-7, recibiendo así la medalla paralímpica de oro.
Recibió el Premio de América de la Fundación Italia-EUA en 2018.

## Activismo
A raíz de su enfermedad y su recuperación, Vio se ha convertido en una "defensora de la vacunación temprana"